# Mayenne (departma)
Mayenne (oznaka 53) je francoski departma, imenovan po reki Mayenne, ki teče skozenj. Nahaja se v regiji Loire.

## Zgodovina
Departma je bil ustanovljen v času francoske revolucije 4. marca 1790 iz dela nekdanje province Maine.

## Geografija
Mayenne leži v severnem delu regije Loire. Na vzhodu meji na departma Sarthe, na jugu na Maine-et-Loire, na zahodu na departma regije Bretanje Ille-et-Vilaine, na severu pa na departmaja Manche in Orne (regija Spodnja Normandija).